# Prithivi Narayan Shah Dev
Prithivi Narayan Shah Dev (nep. श्री ५ वडामहाराजधिराज पृथ्वीनारायण शाह; ur. 27 grudnia 1722 lub 1723 w Gorkha, zm. 11 stycznia 1775 w Devghat) – władca Gurkhów z dynastii Shah od 1742 do 1768, król Nepalu od 1768 do 1775 roku. W wyniku wojny prowadzonej w latach 1744–1768 stopniowo podporządkował sobie królestwa leżące w Kotlinie Katmandu. Jest uznawany za twórcę współczesnego Nepalu.
Syn Nary Bhupala Shaha, władcy Gurkhów, oraz królowej Kaushalyavati Devi. W 1742 roku został królem niewielkiego królestwa Gorkha, które zmagało się wówczas z napięciami wewnętrznymi. Z czasem władca Gurkhów dążył do podporządkowania sąsiednich księstewek, co ostatecznie mu się udało. W 1769 roku pod jego władaniem znalazły się królestwa Katmandu, Patan i Bhadgaun, doprowadził tym samym do upadku dynastii Malla, wcześniej podbił także okolice Nuwakotu, ważnego punktu handlowego w jego nowym królestwie. Po konsolidacji tych wszystkich terenów przeniósł stolicę nowego państwa do Katmandu. Podporządkował sobie też wiele innych ziem, w tym Tarai, Kumaon, Garhwal, Simlę czy indyjski Sikkim. Królestwo Nepalu było wtedy ponad dwukrotnie większe niż obecnie, sięgało od Pendżabu do Sikkimu. Po jego śmierci władzę w państwie objął syn Sinha Pratap.
Król Prithivi Narayan jest też autorem Divya Upadesh, w którym zawarł dziewięć zasad, które stanowiły fundament nepalskiego życia społecznego i politycznego. Określany jako władca surowy, lecz odważny i konsekwentny.
Miał przynajmniej cztery żony, które urodziły mu sześciu synów i osiem córek. 
W Katmandu stoi pomnik przedstawiający tego władcę.